# Robert Leonardy
Robert Leonardy (* 1940 in Blankenburg) ist ein deutscher Pianist und Musikpädagoge.

## Leben
Robert Leonardy stammt aus einer musikalischen saarländischen Familie und begann im Alter von 14 Jahren mit seiner pianistischen Ausbildung. Seine Lehrer waren Fritz Griem und Andor Foldes an der Saarbrücker Musikhochschule, Jean Doyen und Marguerite Long in Paris, sowie Erich Flinsch an der Musikhochschule in Frankfurt am Main.
1969 übernahm Leonardy einen Lehrauftrag für Klavier am Rheinischen Konservatorium in Köln. Von 1971 bis 2009 arbeitete er als Professor für Klavier an der Hochschule für Musik Saar in Saarbrücken. Gleichzeitig entfaltete er neben seiner Lehrtätigkeit eine aktive Laufbahn als Konzertpianist im In- und Ausland. Sein umfangreiches Repertoire machte ihn bald auch zu einem gefragten Solisten bei zahlreichen Hörfunk-, Fernseh- und CD-Produktionen. Darüber hinaus initiierte er 1989 die Musikfestspiele Saar, deren künstlerischer Leiter er bis heute ist.
Leonardy ist verheiratet mit Inge Jochum-Leonardy und hat zwei Kinder, die ebenfalls professionelle Musiker sind, die Sopranistin Eva Maria Leonardy und der Organist Bernhard Leonardy.

## Ehrungen/Auszeichnungen
Musikalische Auszeichnungen
- „Preis der Stadt Neapel“ beim Internationalen Casella-Wettbewerb Neapel
- 2. Preis Internationaler Musikwettbewerb in Bardolino-Verona
- 1. Preis Internationaler Klavierwettbewerb Paris
- Kunstpreis der Stadt Saarbrücken 1976

Weitere Auszeichnungen
- Top Officer of the British Empire
- Verdienstorden der Ungarischen Republik
- Verdienstorden des Königreichs Spanien
- Chevalier des Arts et Lettres
- Saarländischer Verdienstorden 1997[1]
- Saarland-Botschafter 2006
- Kulturpreis der August-Wilhelm Scheer-Stiftung für Wissenschaft und Kunst
- Medienpreis Goldene Ente der Landespressekonferenz Saar 2008[2]